# Sacalia pseudoocellata
Sacalia pseudoocellata är en sköldpaddsart som beskrevs av John B. Iverson och MCCORD 1992. Sacalia pseudoocellata ingår i släktet Sacalia och familjen Geoemydidae. Inga underarter finns listade i Catalogue of Life.
Populationens taxonomiska status är omstridd. The Reptile Database listar den som synonym till Cuora trifasciata.